# Машина часу

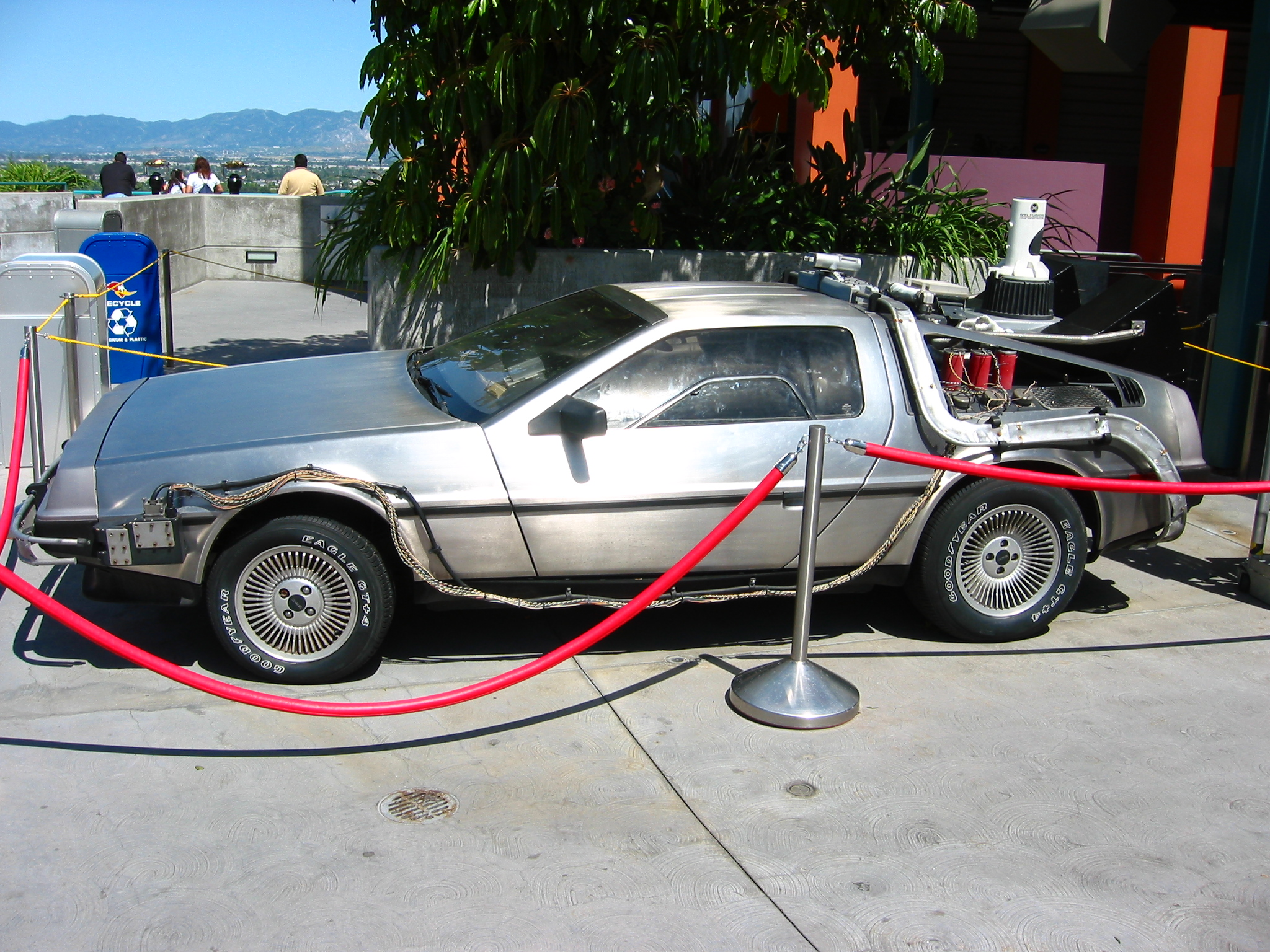
Машина часу з фільму «Назад у майбутнє»

Машина часу — гіпотетичний апарат, призначений для здійснення мандрівок у часі, атрибут численних науково-фантастичних творів. Термін вперше вжив Герберт Уеллс в романі «Машина часу», опублікованому в 1895.
Серед відомих фантастичних творів, що використовували ідею машини часу: фільм Назад у майбутнє, мультсеріал Оггі та кукарачі та багато інших. Машина часу переносить мандрівника в майбутнє або минуле, описане в фантастичних творах.
Машиною часу у фізиці часто називають простір-час із замкнутими непростіроподібними кривими (тобто простір-час, в якому спостерігач в принципі може зустрітися сам з собою). Також є дуже цікава фотографія (50-ті роки), де зображений 19-ти річний Барак Обама (колишній президент Америки). Машиною часу зацікавились американські військові.